# Kettenschaltung

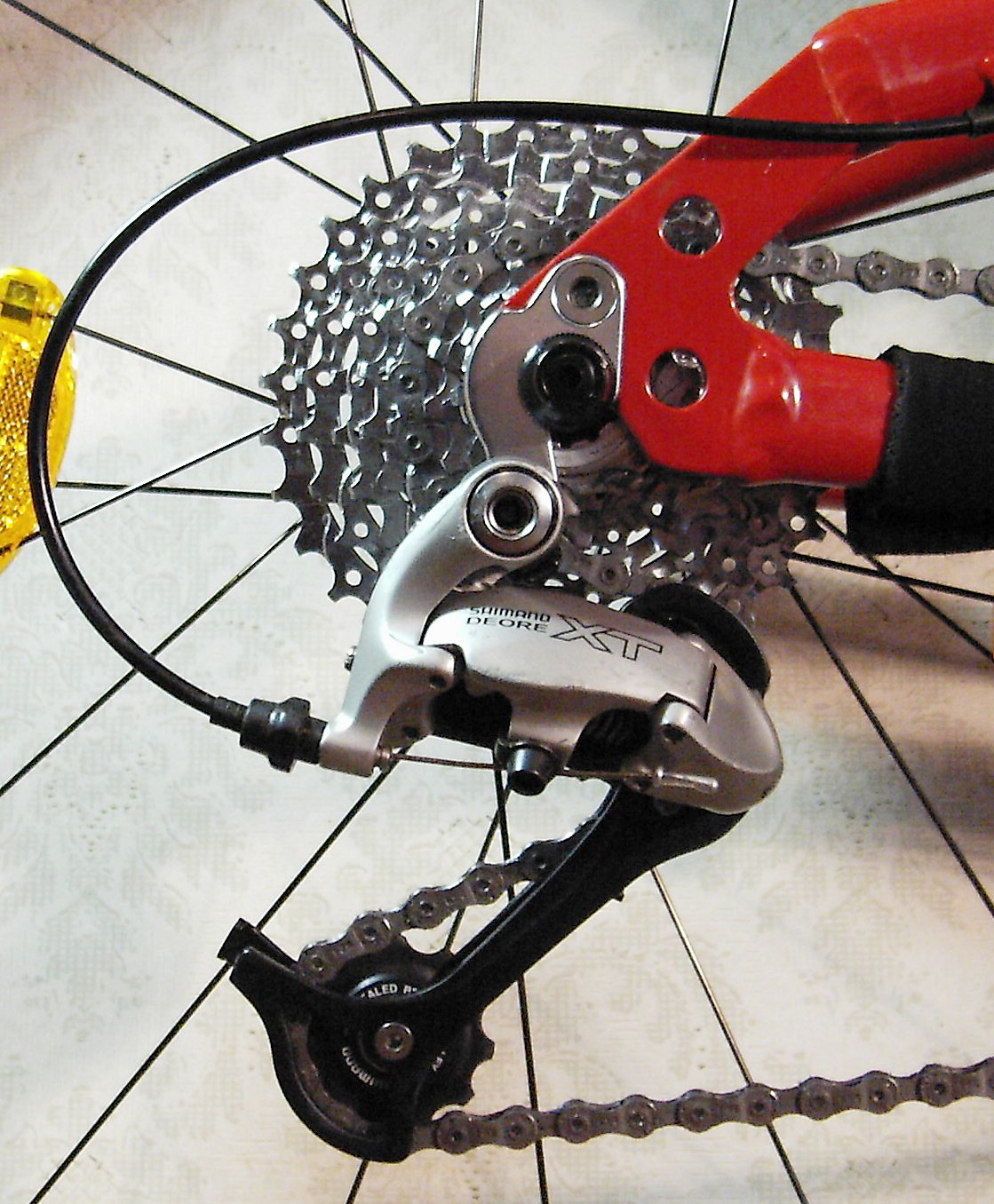
Zahnkranzpaket und Schaltwerk mit langer Schaltschwinge am Hinterrad eines Geländefahrrads

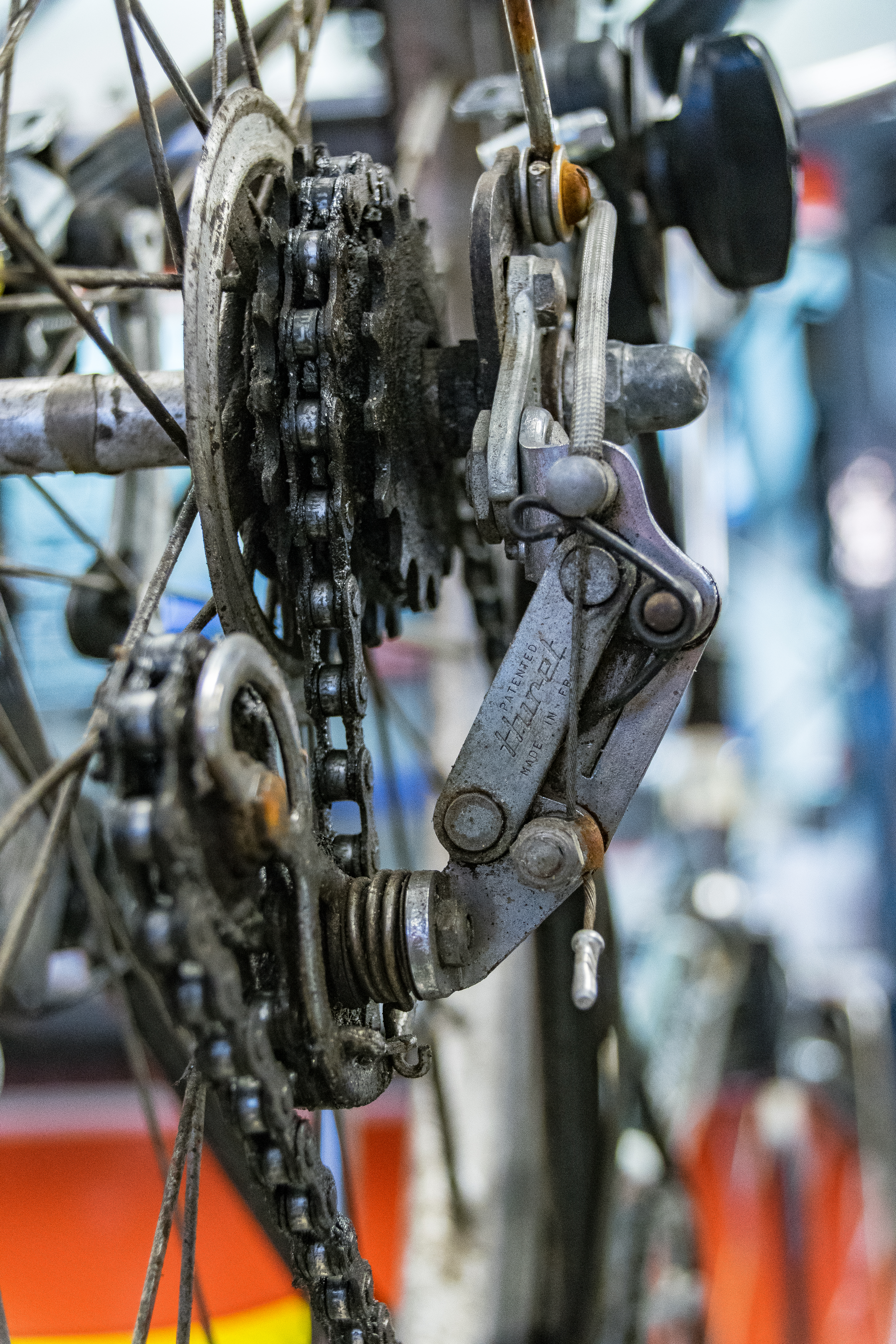
Parallelogramm-Schaltwerk Huret Svelto von 1963

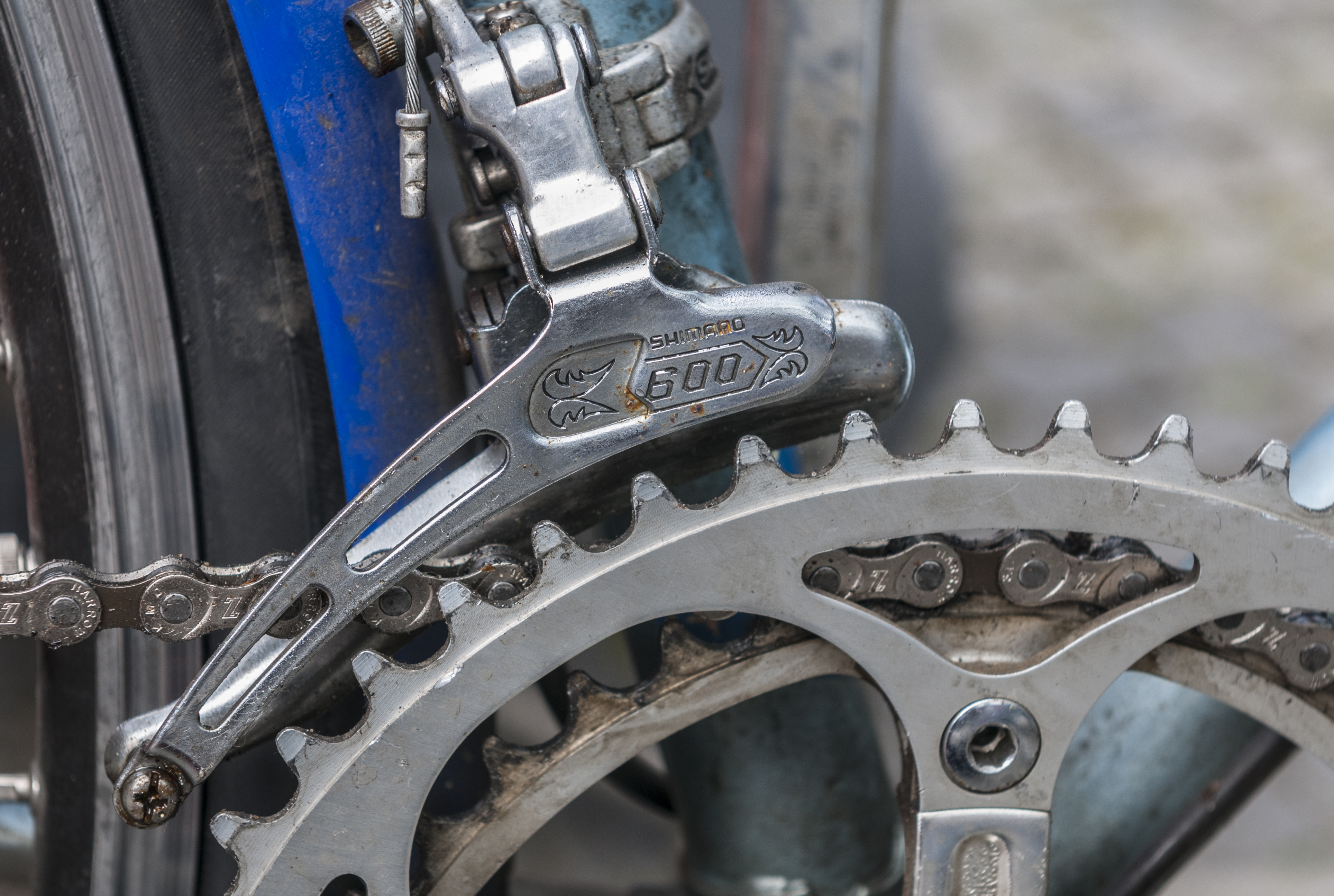
1980: Umwerfer Shimano 600

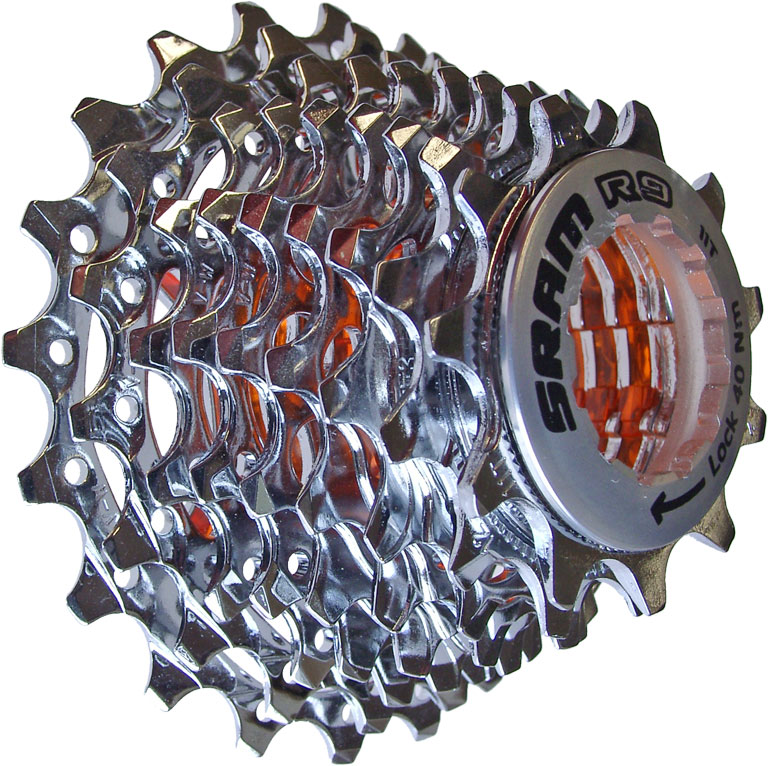
9-fach-Zahnkranzpaket Modell R9 (Dura-Ace-kompatibel) des Herstellers SRAM

Die Kettenschaltung (auch: Außengang bzw. Außenschaltung) ist eine bei Fahrrädern verwendete Gangschaltung mit wechselndem Eingriff der Fahrradkette in mit verschiedenen Zähnezahlen versehene Zahnkränze oder/und Kettenräder.
Beim Schalten wird die Übersetzung zwischen Tretkurbel und Hinterrad verändert. Die Kettenschaltung ist das am häufigsten verwendete Wechsel-Getriebe am Fahrrad. Andere Wechselgetriebe sind die Nabenschaltung und die seltenere Tretlagerschaltung. Zur Vergrößerung des Übersetzungsbereiches beziehungsweise der „Spreizung“ wird eine Kettenschaltung auch zusammen mit einer Nabenschaltung eingesetzt.

## Grundsätzliches zu Aufbau und Funktion
Grundsätzlich ermöglicht es die Kettenschaltung, sowohl das antriebsseitige als auch das abtriebsseitige Getriebe eines Fahrrads schaltbar zu machen. Antriebsseitig wird dies durch mehrere (in der Regel zwei bis drei) Kettenblätter an der Tretkurbel ermöglicht, wobei ein Umwerfer als Wechselvorrichtung dient und die Kette axial verschiebt. Die Betätigung erfolgt mittels Seilzug und Bedienhebel, der bis in die 1980er Jahre direkt am Rahmen, und heute üblich gut zugänglich am Lenker angebracht ist. Auf diese Weise lässt sich das Übersetzungsverhältnis während der Fahrt antriebsseitig ändern.
Abtriebsseitig werden die Zahnräder Ritzel oder Zahnkranz genannt und sind zu einem Zahnkranzpaket (auch als Kassette bezeichnet) an der Hinterradnabe angeordnet. Bis in die 1980er Jahre waren Ritzelpakete mit drei bis sechs Ritzeln üblich, heutzutage werden Pakete mit 7 bis 12 Ritzeln verwendet. Die Wechselvorrichtung am Hinterrad wird üblicherweise als Schaltwerk bezeichnet. Dieses beinhaltet in der Regel auch den Kettenspanner, der die Kettenspannung annähernd konstant hält, unabhängig von der Größe der Zahnräder, auf denen die Ketten gerade läuft. Das Schaltwerk wird ebenfalls mittels Seilzug und Bedienelementen am Lenker betätigt. 
Während des Schaltvorgangs verlässt die Kette über einen größeren Teil des Radumfangs das bisherige Zahnrad und steigt auf das gewünschte benachbarte Zahnrad über. Erst wenn dort genügend viele Kettenglieder in Kontakt gekommen, das heißt genügend Kettenstege in die Zahnlücken gefallen sind, ist der Schaltvorgang beendet. Die Kettenschaltung am Fahrrad muss ohne Kupplung auskommen, weshalb der Radfahrer kein großes Antriebsmoment während des Schaltvorgangs ausüben darf. Andernfalls werden Teile der Schaltung und die Kette beschädigt oder verschleißen vorzeitig.
Bei einer Kombination von Ketten- und Nabenschaltung wird in der Regel vorne nicht geschaltet, es gibt nur ein Kettenrad.

## Einzelheiten zu Aufbau und Funktion
Die Kette wird im Schaltwerk von der Schaltschwinge sowohl geführt als auch gespannt. Die Schaltschwinge besteht aus zwei kleinen Zahnrädern, den sogenannten Kettenrädchen (auch Schaltungsröllchen oder Schaltwerkrädchen genannt), die meist aus Kunststoff bestehen und senkrecht untereinander in einem Käfig angeordnet sind. Das obere Kettenrädchen heißt Kettenleiträdchen oder Kettenführungsrolle und dient zur Führung der Kette unter den gewünschten Zahnkranz. Das untere Kettenrädchen heißt Kettenspannrädchen oder Kettenspannrolle. Die Schaltschwinge ist um eine Achse drehbar, die entweder mit der Achse des Kettenleiträdchens zusammenfällt (sogenannte Zweipunktlagerung) oder etwas außerhalb liegt (sogenannte Dreipunktlagerung oder Pantograph). Sie wird von einer Drehfeder gespannt, so dass die Kettenspannrolle die Kette nach hinten zieht und damit spannt. Die Schaltschwinge ist außerdem über eine Parallelogramm-Mechanik seitlich verschiebbar, um die Kette mittels des Kettenführungsrädchens auf den gewünschten Zahnkranz zu führen.
Abhängig vom Einsatzzweck des Fahrrades kommen Kettenblätter mit 20–44 Zähnen beim Geländerad (meist drei Kettenblätter, seit ca. Modelljahr 2014 werden vermehrt 2- und 1-fach Kettenblätter verwendet) oder 30–55 Zähnen beim Rennrad (zwei Kettenblätter 34–50, 39–53 oder drei Kettenblätter 30–39–52) zum Einsatz. Das Zahnkranzpaket enthält bis zu zwölf (typischerweise 7…11) Kränze bei Zähnezahlen von 9 bis knapp über 50 Zähnen, bei Rennrädern wegen der gewünschten kleineren Abstufung in hohen Fahrgeschwindigkeiten oft nur bis 21 oder 25.
An Downhill-Fahrrädern kommt oft nur ein Kettenblatt zum Einsatz. Sehr einfach aufgebaute Kettenschaltungen mit nur einem Kettenblatt im niedrigen Preissegment kamen in früheren Zeiten auch bei Stadträdern zum Einsatz. In den 1990er Jahren waren kurzzeitig Schaltungen mit vier Kettenblättern im Handel, die sich aber nicht am Markt halten konnten.

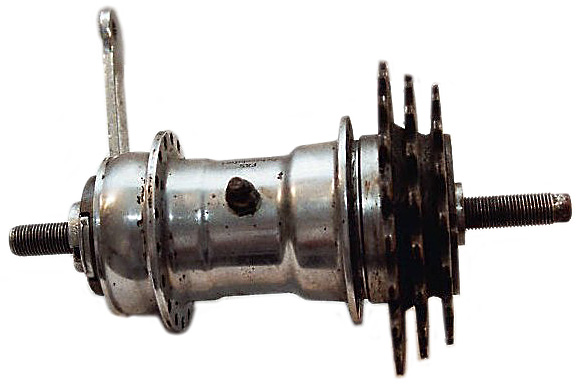
Eine Rücktrittnabe aus den 1950er Jahren mit drei Kränzen für eine Kettenschaltung

Die Wechselvorrichtungen können die Kette seitlich verschieben, kurz bevor sie auf die Zahnräder aufläuft. Wenn sich die Zahnräder drehen, kann somit die Kette auf verschiedene Zahnräder gelegt werden. Aus dem Verhältnis der Zähnezahlen des Kettenblattes und des Zahnkranzes, auf denen die Kette gerade läuft, ergibt sich das Übersetzungsverhältnis des Kettentriebes.
Bei drei Kettenblättern vorne und elf Zahnkränzen hinten sind theoretisch 33 Gänge schaltbar. Ein Teil der Gänge, bei denen die Kette besonders schräg läuft, sind aufgrund des hohen Verschleißes, des reduzierten Wirkungsgrads und der unangenehmen Geräuschentwicklung jedoch nicht empfehlenswert. Die Zahl der sinnvoll fahrbaren Gänge liegt somit – bei drei Kettenblättern vorne und elf Zahnkränzen hinten – bei 27, da die drei größten Kränze nicht mit dem großen Kettenblatt und die drei kleinsten nicht mit dem kleinen Kettenblatt kombiniert werden sollten. Zudem ist die Übersetzung einiger Gänge nahezu identisch. Die Anzahl dieser nahezu identischen Gänge hängt von der Kombination aus vorhandenen Kettenblättern und Zahnkranzpaket ab. Bei Mountainbikes und bergtauglichen Tourenrädern ist diese durch die größere Bandbreite meist kleiner, als bei den – mit zwei vergleichsweise nahe beieinander liegenden Kettenblättern ausgestatteten – Rennrädern. Die Überschneidungen bei den Übersetzungen sind allerdings nicht nur ein Nachteil, sondern gewollt, um das vorn und hinten gleichzeitige Schalten auf ein Minimum zu beschränken.
Die Wechselvorrichtungen werden über Schalthebel bedient, die in Griffweite des Fahrers angeordnet sind. Die früher bei Rennrädern üblichen Rahmenschalthebel am Unterrohr wurden heute nahezu vollständig durch Lenkerschalthebel ersetzt.

## Historische Entwicklung

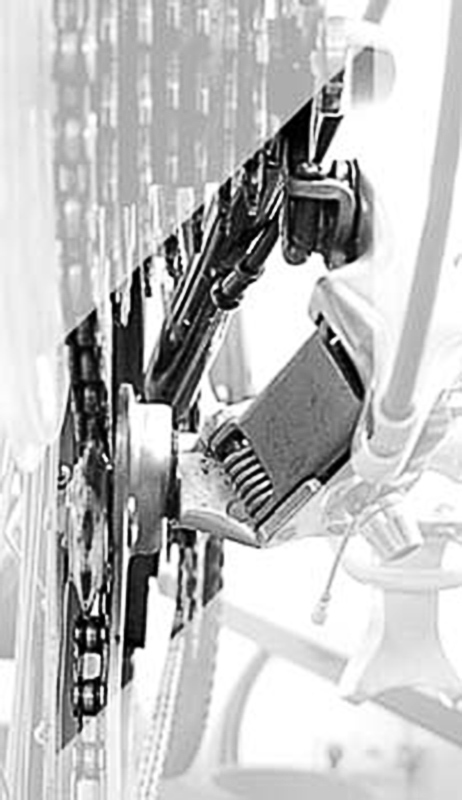
Schaltparallelogramm

Die Erfindung der Kettenschaltung wird u. a. Paul de Vivie zugeschrieben, der um 1906 einen Umwerfer entwickelte. Bereits 1889 nutzte er unterschiedliche Kettenblätter. Es soll allerdings schon 1869 ein Prototyp eines Schaltwerks auf dem Salon du vélocipède de Paris präsentiert worden sein. 1895 soll Jean Loubeyre den « Polycelere » vorgestellt haben, das erste echte Schaltwerk, angeboten im Katalog der Compagnie Générale des Cycle.
Eine Gangschaltung galt ursprünglich als unsportlich. Henri Desgrange, der Organisator der Tour de France, schrieb in der Zeitschrift L’Auto, eine Gangschaltung würde nur für Invalide und Frauen taugen.
Die Schaltung „Vittoria Margherita“ der Gebrüder Nieddu war die erste in der Praxis verwendbare Lösung. 1938 kam deren 5-Gang-Modell „Tour de France“ auf den Markt. In den 40er Jahren erschien noch das Modell Giuseppina aus Duraluminium. Zeitgleich wurden in Frankreich Modelle wie die „Super Champion“ erfunden. All diese Schaltungen hatten eine Spannrolle hinter dem Kettenblatt und waren sehr schmutzanfällig. 1946 kam dann die Campagnolo Corsa auf den Markt, ihre Bauweise revolutionierte das System der Kettenschaltungen. Mit einem Hebel wurde (während der Fahrt) die Achse gelockert, mit einem zweiten Hebel wurde anschließend geschaltet, wobei die Achse ein Stück nach vorne oder hinten rutschte, damit die Kette gespannt blieb. Danach musste mit dem ersten Hebel die Achse wieder fixiert werden. Diese erste praktisch brauchbare Schaltung fand schnell Verbreitung bei Rennrädern. Kettenspanner, die das Lösen der Achse unnötig machten, wurden erst später erfunden.
An dem einfachen Prinzip der Kettenschaltung hat sich bis heute nur wenig geändert, und doch haben die Kettenschaltungen einen Entwicklungsschub hinter sich, der sich vor allem in der Verbesserung der Präzision und Geschwindigkeit des Schaltvorganges niederschlägt. Er begann in den 1980er Jahren mit den ersten Indexschaltungen („Positron“ von Shimano und „Commander“ von Sachs). Bis zu jener Zeit waren die Kettenschaltungen fast ausschließlich den Rennrädern vorbehalten. Es galt, den stufenlosen Schalthebel gefühlvoll genau so weit zu bewegen, bis die Kette auf den gewünschte Zahnkranz umsprang. Da die Form der Zähne nicht der Kettenbewegung angepasst war, musste sogar zunächst leicht über den eigentlichen Gang hinaus geschaltet werden, um dann nach Aufliegen der Kette auf dem Zahnkranz den Schalthebel wieder leicht zurückzunehmen.
Eine erhebliche Verbesserung gelang 1984, als Shimano bei der „Dura Ace“-Schaltung das Schrägparallelogramm von Suntour übernahm. Mit einem um etwa 25 Grad schräg angeordneten sogenannten Schrägparallelogramm verläuft der Schwenkweg der Schaltschwinge nicht nur nach innen, sondern auch nach unten. Das entspricht zum einen der Kletterbewegung der Kette, zum anderen folgt die Schaltschwinge der Zahnkranzneigung. Dies bedeutet: Je weiter die Schaltschwinge nach innen schwenkt, umso weiter bewegt sich das Kettenführungsrädchen nach unten und hält damit den Abstand zu den nach innen größer werdenden Zahnkränzen nahezu konstant. Eine zweite Rückholfeder schließlich garantiert, dass, egal mit welchen Zahnunterschieden das Zahnkranzpaket bestückt ist, der Abstand vom Kettenführungsrädchen zu den Zahnkränzen immer zwischen 1½ und 2½ Kettenglieder beträgt. Das ist wiederum die optimale Voraussetzung für den nächsten Schaltschritt. Denn wird dieser Abstand größer, erfolgt der Gangwechsel nur zögerlich, da sich die seitlich bewegliche Kette zu weit abbiegen kann. Ist der Abstand zu klein, kann das Kettenführungsrädchen auf den Zahnkränzen schleifen.
Der nächste Innovationsschub verbesserte die Schaltqualität nochmals wesentlich: Mit ihrer „Hyperglide“-Zahnform ermöglichte Shimano im Jahre 1988 das Schalten sogar unter Last, was besonders bei Geländefahrrädern sehr vorteilhaft ist, denn immer wieder gibt es bei plötzlichen Steigungen Situationen, in denen nur ein Gangwechsel vor dem Stillstand des Rades bewahren kann. Das Besondere dieser Zahnform: Die Kette muss nun zum Gangwechsel nicht mehr über die Zahnspitzen hinweg auf das nächste Zahnkranz klettern, sondern sie läuft, Zahn in Zahn greifend, von einem Zahnkranz auf das nächste über. Um das zu erreichen, wurde zum einen die Zahnhöhe drastisch gekürzt, zum anderen der Zwischenraum von Zahn zu Zahn wannenförmig vergrößert und letztlich „Überlaufstellen“ geschaffen: An den Stellen, an denen die Zähne der benachbarten Zahnkränze nebeneinander stehen (diese Situation ist bei Zahnkränzen mit einem Zahn Unterschied einmal, bei zwei Zähnen Unterschied zweimal und bei drei Zähnen entsprechend dreimal usw. der Fall) wird die Zahnhöhe weiter reduziert (sie sehen fast wie abgebrochene Zähne aus, was des Öfteren zu Verwunderung von Unkundigen führt). Außerdem sind die Zähne seitlich flacher, so dass die Kette hier diagonal vom einen auf den anderen Zahnkranz verlaufen kann.
In der DDR waren nachgerüstete Kettenschaltungen recht stark verbreitet, da Nabenschaltungen nicht verfügbar waren, und eine serienmäßige Kettenschaltung war im Wesentlichen den Rennrädern vorbehalten. Bis 1967 wurden die Schaltwerke von RENAK hergestellt, später wurden Schaltkomponenten von Favorit aus der ČSSR importiert. Ende der 1980er Jahre nahm die DDR wieder selbst die Produktion von Schaltwerken unter der Bezeichnung Tectoron auf, die im VEB Polygraph Druckmaschinenwerke Leipzig hergestellt wurden. Diese wiesen eine große Ähnlichkeit zu den Schaltwerken von Campagnolo auf. Ab den 1980er Jahren wurden zunehmend auch Sport- und Tourenräder mit Kettenschaltungen ausgestattet, die Mehrzahl der verkauften Fahrräder hatte jedoch auch 1989 keine Gangschaltung.

## Übersetzung und Entfaltung

### Grundbegriffe und Zusammenhänge, Auswahl der verwendeten Übersetzungen
Die Entfaltung, auch Ablauflänge oder Raumgewinn, ist diejenige Strecke, die das Fahrrad mit einer Kurbelumdrehung zurücklegt. Sie hängt von der Übersetzung des Kettengetriebes und dem Umfang des Hinterrades ab.
Bezeichnet ZK die Zähnezahl des Kettenblatts und ZR die Zähnezahl des Zahnkranzes, so ergibt sich die Übersetzung des Kettengetriebes zu
{\displaystyle i={\frac {Z_{\mathrm {K} }}{Z_{\mathrm {R} }}}}
und damit die Ablauflänge L mit dem Umfang U des Hinterrades zu
{\displaystyle L=U\cdot i=U\cdot {\frac {Z_{\mathrm {K} }}{Z_{\mathrm {R} }}}}
Zu beachten ist, dass in der Fahrradtechnik die Übersetzung schon immer anders definiert ist als allgemein in der mechanischen Technik. Hier wird der Kehrwert des allgemein definierten Übersetzungsverhältnisses benutzt.
Nebeneinander liegende Kettenblätter oder Zahnkränze dürfen keine zu große Differenz in der Anzahl der Zähne haben, weil sonst die Kette beim Schalten nicht mehr überspringen kann. Das führt in der Praxis dazu, dass es bezüglich der Übersetzung zahlreiche Überschneidungen gibt, also mehrfach vorhandene Übersetzungsverhältnisse. Eine geschickte Wahl der Kettenblätter und Zahnkranz soll drei Ziele erreichen: Feine Gangabstufungen, großer Übersetzungsbereich und wenig Überschneidungen der Übersetzung. Da sich diese Ziele teilweise entgegenstehen, ist die Lösung immer ein Kompromiss.
Beim Rennrad ist es das vorrangige Ziel, feine Gangabstufungen zu haben. Damit kann der Fahrer auch bei kleinen Geschwindigkeitsunterschieden immer mit der optimalen Trittfrequenz treten. Daher werden Zahnkranzpakete verwendet, bei denen die Zahnkranzabstufung jeweils eine Differenz von einem Zahn aufweist und sich das Übersetzungsspektrum des kleinen Kettenblatts bei Vernachlässigung der nicht fahrbaren Übersetzungen mit einem kleinen Überschneidungsbereich an das des großen Blatts anschließt. Aus diesem Grunde wird im Straßenradsport heute fast ausschließlich die Kettenblatt-Kombination 53/39 verwendet. Mit einer Kassette, die beispielsweise die Zahnkränze mit 11-12-13-14-15-16-17-18-19-21 Zähnen hat, schließt sich so an die letzte fahrbare Kombination 53/18 mit einer Übersetzung (i) von 2,94 die Kombination 39/14 mit einer Übersetzung von 2,79 an – im Überschneidungsbereich sind die Übersetzungen 53/19 und 39/14 mit 2,784 bzw. 2,786 sowie 53/18 und 39/13 mit 2,944 bzw. 3,000 nahezu identisch. Der verbleibende Überschneidungsbereich ist durchaus gewollt, weil sich dadurch der doppelte Schaltvorgang (Kettenblatt- und Zahnkranzwechsel) in bestimmten Situationen vermeiden lässt.
Durch die gewollt feinen Abstufungen ist bei gegebener Zahl von Zahnkränzen der Übersetzungsbereich, also das Verhältnis von größter zu kleinster Übersetzung, beim Rennrad relativ klein. Im obigen Beispiel ist der Übersetzungsbereich durch die kleinste Übersetzung von 1,86 in der Kombination 39/21 und die größte Übersetzung von 4,82 in der Kombination 53/11 definiert, der Übersetzungsbereich beträgt 259 %.
Beim Mountainbike hingegen ist ein großer Übersetzungsbereich wichtig, da bergauf sehr kleine Gänge nötig sind. Zugleich gilt es, bei schnellen Abfahrten noch treten zu können. Verbreitet sind Zahnkranzpakete mit 11-13-15-17-20-23-26-30-34 Zähnen und Kettenblätter mit 22, 32 und 44 Zähnen. Die kleinste Übersetzung beträgt dann 0,65 („Untersetzung“) in der Kombination 22/34, die größte 4,00 in der Kombination 44/11. Daraus ergibt sich ein Übersetzungsbereich von 618 %. Ein Vergleich der Übersetzungsbereiche macht jedoch lediglich eine Aussage über die verwendeten Schaltungen; bei einem Vergleich der Gesamtübersetzung des Antriebs (d. h. Fahrstrecke pro Kurbelumdrehung) sind auch unterschiedlich große Laufräder zu berücksichtigen.

### Übersetzung, Ablauflänge und Geschwindigkeit
Die Ablauflänge ist im Grunde eine Hilfsgröße. Der Schaltende wird jedoch vor allem schalten, um bei einer von ihm präferierten Umdrehungszahl zwischen etwa 60 und 90 Umdrehungen pro Minute die seiner Kraft entsprechende Geschwindigkeit zu fahren. Der Einfachheit halber beziehen sich die folgenden Beispiele auf einen Radumfang von 2,22 m, was 28" entspricht.
Die längste sich aus den Zahlen des vorherigen Abschnitt ergebende Übersetzung, nämlich 53:11, entspricht einer Ablauflänge von 10,7 m. Tritt man bei dieser Übersetzung genau einmal pro Sekunde, also 60-mal in der Minute, ergibt sich daraus eine Geschwindigkeit von 10,7 m/s = 38,5 km/h. Da ein km 1000 m hat und eine Stunde 3600 Sekunden muss man nämlich die Geschwindigkeit in m/s mit 3,6 multiplizieren, um die Geschwindigkeit in km/h zu erhalten. Tritt man gar 90-mal pro Minute, kommt man auf die anderthalbfache Geschwindigkeit, also 57,8 km/h.
Wegen 2,22×3,6≈8 und 2,22×5,4≈12 kann man im Falle des 28"-Rads auch einfach die Übersetzungen mit 8 bzw. 12 multiplizieren und erhält die Geschwindigkeiten in km/h bei 60 bzw. 90 Umdrehungen. Einradübersetzungen mit gleich vielen Zählen vorne wie hinten kommen entsprechend auf 8 und 12 km/h
Die kleinste Übersetzung des letzten Abschnitts, nämlich 22:34 entsprechend 1,44 m, kommt auf 5,2 km/h bzw. 7,8 km/h.

### Gangsprünge
Typische Sprünge vom vorletzten zum letzten Gang sind beim Rennrad 12:11=1,091, also 9,1 % Differenz, und beim Mountainbike 13:11=1,182 entsprechend 18,2 % Die folgenden Sprünge nach unten werden, bei konstanter Erhöhung um 1 bzw. 2 Zähne, zunächst immer geringer ausfallen.
Bei der oben erwähnten Rennradschaltung mit 11-12-13-14-15-16-17-18-19-21 Zähnen folgt dem vorletzten Sprung nach unten von 19/18–1=5,6 % ein fast doppelt so großer mit 21/19−1=10,5 %. Diese Fastverdopplung ist bei Rennrädern unausweichlich, so man nicht bei Sprüngen um nur einen Zahn bleibt. In der gängigen 11-fach-Ausführung 11-12-13-14-16-18-20-22-25-28-32 sind z. B. die Sprünge zwischen den Gängen 1 (32 Zähne) bis 8 (14 Zähne) mit 10 % (4./5.) bis 14,3 % (1./2. und 7./8.) teils deutlich gröber als die oberen drei (7,7 bis 9,1 %). Der durchschnittliche Sprung – die 10. Wurzel aus 32/11 – beträgt 1,113 entsprechend 11,3 %.
Bei Mountainbikeübersetzungen mit Sprüngen von mindestens 2 Zähnen weichen die Sprünge hingegen deutlich weniger weit voneinander ab – bei der oben aufgeführten Kassette mit 11-13-15-17-20-23-26-30-34 betragen sie z. B. (17/15 und 34/30) 13,3 % bis (13/11) 18,2 %, im Durchschnitt (8. Wurzel aus 34/11) 15,1 %.

### Stufenkranz
Stufenkranz (engl. Halfstep für Halbschritt) bezeichnet eine Ausführung, bei der die beiden Kettenblätter ähnlich groß sind. Mit dem kleinen der beiden Kettenblätter fährt man die ungeraden Gänge (erster, dritter, fünfter usw.) und mit dem großen Blatt die geraden (zweiter, vierter, sechster usw.). Es greifen also bei dieser Variante die Übersetzungen des kleinen Kettenblatts in die Lücken, die durch die 2-Zähne-Abstufung des Zahnkranzpakets bei Verwendung des großen Kettenblatts entstehen.
Bei korrekter Auslegung gibt es in der Variante mit zwei Kettenblättern keine doppelten Gänge. Man hat also zum Beispiel bei einem Paket mit sieben Zahnkränzen tatsächlich 14 unterschiedliche Gänge zur Verfügung. Dies führt automatisch dazu, dass trotz eines relativ großen Übersetzungsbereiches die Gangabstufungen klein und vergleichsweise gleichmäßig sind.
Für die Bergtauglichkeit wird oft ein drittes, sehr kleines Kettenblatt (engl. Half Step plus Granny) verwendet. In diesem Fall gibt es einige Überschneidungen, da der Durchmesserunterschied zwischen dem mittleren und dem kleinen Blatt nicht beliebig groß sein kann.
Der Hauptnachteil des Stufenkranzes ist, dass man das Schaltschema verstehen muss und dass man zum Schalten in den nächsten Gang unter Umständen beide Schalthebel betätigen muss. Die Kette läuft in vielen Gängen schräg; durch die Verwendung von Zahnkränzen mit weniger Gängen (oft 7) sowie einer möglichst kurzen Tretlagerachse lässt sich der Schräglauf verringern. Der Stufenkranz wurde noch bis in die 1960er Jahre verwendet.

### Reale Anzahl an Gängen
Ein Fahrrad mit drei mal neun Gängen wird umgangssprachlich oft als „27-Gang“ bezeichnet. Eine so hohe Anzahl an unterschiedlichen Gängen wäre allerdings nur mit extrem unterschiedlichen Kettenblättern, z. B. 48-14-4, erreichbar. Real jedoch bringt ein 3-fach Umwerfer nur etwa fünf zusätzliche Gänge, ein zweifacher etwa vier, wie die Zahlen für übliche 3-fach-Umwerfer (48-38-28) und 2-fach (48-32) zeigen:
Ein 11-fach-Umwerfer mit 11 bis 32 Zähnen hat (s. o.) Gangsprünge von durchschnittlich 11 %. Vier Gangsprünge um diesen Faktor (1,11) ergeben die vierte Potenz davon, 1,114=1,52≈1,5. Dies ist bei zweifachem Umwerfer mit 48-32 genau der Faktor zwischen dem großen und dem kleinen Kettenblatt, weshalb das Rad real 15 Gänge hat. Wäre ein 3-fach-Umwerfer mit 48-38-28 montiert, also Faktor 1,69, kämen insgesamt fünf Gänge hinzu, denn 1,115=1,69≈1,71=48/28. Das mittlere Kettenblatt spielt für diese Überlegung keine Rolle – es vereinfacht etwas den Kettenblattwechsel durch weniger notwendige Sprünge im Schaltwerk. Insgesamt hätte also ein 3*9-Schaltwerk 14 Gänge, 3*10 ergäben 15.
Bei größeren Gangsprüngen von durchschnittlich 14,4 % brächte der 3-fach-Umwerfer sogar nur vier zusätzliche Gänge (1,1444=1,71), der zweifache drei zusätzliche (1,1443=1,50). Ein 3-fach-Umwerfer mit 10er Kassette und diesen Sprüngen entspräche also von der realen Gangzahl und der Spreizung her genau der einzigen 14-Gang-Nabenschaltung auf dem Markt.

## Vor- und Nachteile im Vergleich zur Nabenschaltung

### Vorteile
- einfacher Aufbau und kostengünstig
- geringes Gewicht
- leicht zu reparieren
- in gepflegtem Zustand hoher Wirkungsgrad
- großer Übersetzungsbereich
- Übersetzungsbereich durch Tausch von Zahnkranzpaket oder Kettenblättern individuell anpassbar
- schneller und einfacher Ausbau des Hinterrades – speziell bei Schnellspannverschlüssen

### Nachteile
- hoher Verschleiß und dadurch kurze Lebensdauer einiger Teile (insbesondere Kette und häufig genutzte Zahnkränze)
- hoher Wartungsaufwand[9]
- nur dann verschleißarm schaltbar, wenn ohne Belastung getreten wird
- Gänge können nicht direkt eingelegt werden, sondern sind stets nur durch Überspringen anderer Gänge erreichbar
- schlechter Wirkungsgrad bei Verschmutzung und mangelnder Schmierung
- starke Belastung durch Schmutz und Feuchtigkeit
- Kette und Schaltwerk liegen besonders bei Geländefahrrädern mit großen Zahnkränzen sehr tief und sind dadurch abreißgefährdet
- nicht mit Riemenantrieb kombinierbar

Beim verschmutzungsarmen Einsatz auf asphaltierten Straßen kann eine regelmäßig gepflegte Kette eine Lebensdauer von 7000 km und mehr erreichen. Der Einsatz im Gelände reduziert die Lebensdauer auf 1000 bis 1500 km. Bei langen Ketten, wie sie am Liegerad üblich sind, verlängert sich die Lebensdauer entsprechend. Bei Liegerädern mit komplett gekapselter Kette oder bei Fahrrädern ohne Kettenschaltung sind Laufleistungen bis 100.000 km möglich.